# Postosuchus
Postosuchus (nghĩa là "cá sấu từ Post") là một chi động vật bò sát tuyệt chủng thuộc họ rauisuchidae gồm hai loài P. kirkpatricki, và P. alisonae, chúng sống vào thời kỳ Trias muộn tại nơi ngày nay là Bắc Mỹ.